# Vaterite
La vaterite è un minerale polimorfo costituito da carbonato di calcio cristallizzato nel sistema esagonale. Gli altri polimorfi del carbonato di calcio sono la calcite e l'aragonite, che cristallizzano rispettivamente nei sistemi trigonale e ortorombico.

## Morfologia
La vaterite è un raro minerale polimorfo della calcite (carbonato di calcio, CaCO3), che cristallizza nel sistema esagonale. Sintetizzata da Meigen (1911), prende il nome dallo scienziato tedesco Heinrich Vater (1859-1930). È anche nota come mu-calciocarbonato (μ-CaCO3).
La Vaterite è un biominerale, cristallizza nel sistema esagonale, diversamente dalla calcite trigonale e dall’aragonite ortorombica. La vaterite, analogamente all’aragonite, si trova in una fase metastabile del carbonato di calcio.
È meno stabile della calcite e dell’aragonite ed è molto più solubile in acqua. Esposta all’umidità, si converte a basse temperature in calcite amorfa, o in aragonite a temperature superiori ai 60 gradi centigradi.
Può essere presente nei calcoli urinari, negli otoliti dei pesci, nelle conchiglie dei molluschi marini o come crosta sulle foglie delle piante alpine (sassifraghe). Piccole impurità come gli ioni metallici possono stabilizzarla. Generalmente è di colore bianco o incolore. Ha una densità di circa 2,65 g/cm3, inferiore sia alla calcite che all’aragonite. 

## Origine e giacitura
È stata rinvenuta, in grandi cristalli bianchi tabulari, in una vena della Miniera di Xianghuapu (Maiwan mine), presso Xianghualing, Linwu Co., Chenzhou, Hunan in Cina. È stata segnalata anche a Ballycraigy, Larne, Antrim in Irlanda del Nord. In Italia è stata trovata presso il lago della Piastra a Entracque (CN), in grandi cristalli, e in microcristalli nei proietti vulcanici della Cava di San Vito, Ercolano (NA). È presente in prismi esagonali, nel bacino minerario della Valle dell’Imera in Sicilia.